# Cypryjska Giełda Papierów Wartościowych
Cypryjska Giełda Papierów Wartościowych (ang. Cyprus Stock Exchange – CSE) – giełda papierów wartościowych na Cyprze; zlokalizowana w stolicy kraju – Nikozji. Powstała w 1996 roku.